# Belostoma
Belostoma is een geslacht van wantsen uit de familie reuzenwaterwantsen (Belostomatidae). Het geslacht werd voor het eerst wetenschappelijk beschreven door Pierre André Latreille in 1807.

## Soorten
Het genus bevat de volgende soorten:

- Belostoma amazonum Estévez & J. Polhemus, 2001
- Belostoma angustum Lauck, 1964
- Belostoma anurum (Herrich-Schaeffer, 1848)
- Belostoma asiaticum (Mayr, 1863)
- Belostoma aurivillianum (Montandon, 1899)
- Belostoma aztecum Lauck, 1959
- Belostoma bachmanni De Carlo, 1957
- Belostoma bakeri Montandon, 1913
- Belostoma bergi (Montandon, 1899)
- Belostoma bicavum Lauck, 1964
- Belostoma bifoveolatum Spinola, 1852
- Belostoma bordoni De Carlo, 1966
- Belostoma boscii Le Peletier & Serville, 1825
- Belostoma bosqi De Carlo, 1932
- Belostoma cachoeirinhensis Lanzer-de-Souza, 1996
- Belostoma candidulum Montandon, 1903
- Belostoma carajaensis Ribeiro & Estevez, 2009
- Belostoma columbiae Lauck, 1962
- Belostoma confusum Lauck, 1959
- Belostoma costalimai De Carlo, 1938
- Belostoma cummingsi De Carlo, 1935
- Belostoma dallasi De Carlo, 1930
- Belostoma dentatum (Mayr, 1863)
- Belostoma denticolle Montandon, 1903
- Belostoma dilatatum (Dufour, 1863)
- Belostoma discretum Montandon, 1903
- Belostoma doesburgi De Carlo, 1966
- Belostoma elegans (Mayr, 1871)
- Belostoma ellipticum Latreille, 1817
- Belostoma elongatum Montandon, 1908
- Belostoma estevezae Ribeiro & Alecrim, 2008
- Belostoma fittkaui De Carlo, 1966
- Belostoma flumineum Say, 1832
- Belostoma foveolatum (Mayr, 1863)
- Belostoma fusciventre (Dufour, 1863)
- Belostoma gestroi Montandon, 1900
- Belostoma goldfussi Germar, 1837
- Belostoma guianae Lauck, 1962
- Belostoma harrisi Lauck, 1962
- Belostoma hirsutum Roback & Nieser, 1974
- Belostoma horvathi Montandon, 1903
- Belostoma husseyi De Carlo, 1960
- Belostoma lariversi De Carlo, 1960
- Belostoma loprettoae Estévez & Armúa de Reyes, 2003
- Belostoma lutarium (Stål, 1855)
- Belostoma machrisi De Carlo, 1962
- Belostoma malkini Lauck, 1962
- Belostoma martinezi De Carlo, 1957
- Belostoma martini (Montandon, 1899)
- Belostoma menkei De Carlo, 1960
- Belostoma micantulum (Stål, 1860)
- Belostoma minor (Palisot de Beauvois, 1820)
- Belostoma minusculum (Uhler, 1884)
- Belostoma nessimiani Ribeiro & Alecrim, 2008
- Belostoma nicaeum Estévez & J. Polhemus, 2007
- Belostoma noualhieri Montandon, 1903
- Belostoma orbiculatum Estévez & J. Polhemus, 2001
- Belostoma oxyurum (Dufour, 1863)
- Belostoma parvoculum Lauck, 1964
- Belostoma parvum Estévez & J. Polhemus, 2007
- Belostoma plebejum (Stål, 1860)
- Belostoma porteri De Carlo, 1942
- Belostoma pseudoguianae Roback & Nieser, 1974
- Belostoma pygmeum (Dufour, 1863)
- Belostoma retusum Estévez & J. Polhemus, 2001
- Belostoma ribeiroi De Carlo, 1933
- Belostoma sanctulum Montandon, 1903
- Belostoma saratogae Menke, 1958
- Belostoma sattleri De Carlo, 1966
- Belostoma sayagoi De Carlo, 1966
- Belostoma stollii (Amyot & Serville, 1843)
- Belostoma subspinosum (Palisot, 1820)
- Belostoma testaceopallidum Latreille, 1807
- Belostoma testaceum (Leidy, 1847)
- Belostoma thomasi Lauck, 1959
- Belostoma triangulum Lauck, 1964
- Belostoma uhleri Montandon, 1897
- Belostoma venezuelae Lauck, 1962